# فرهنگ مادی

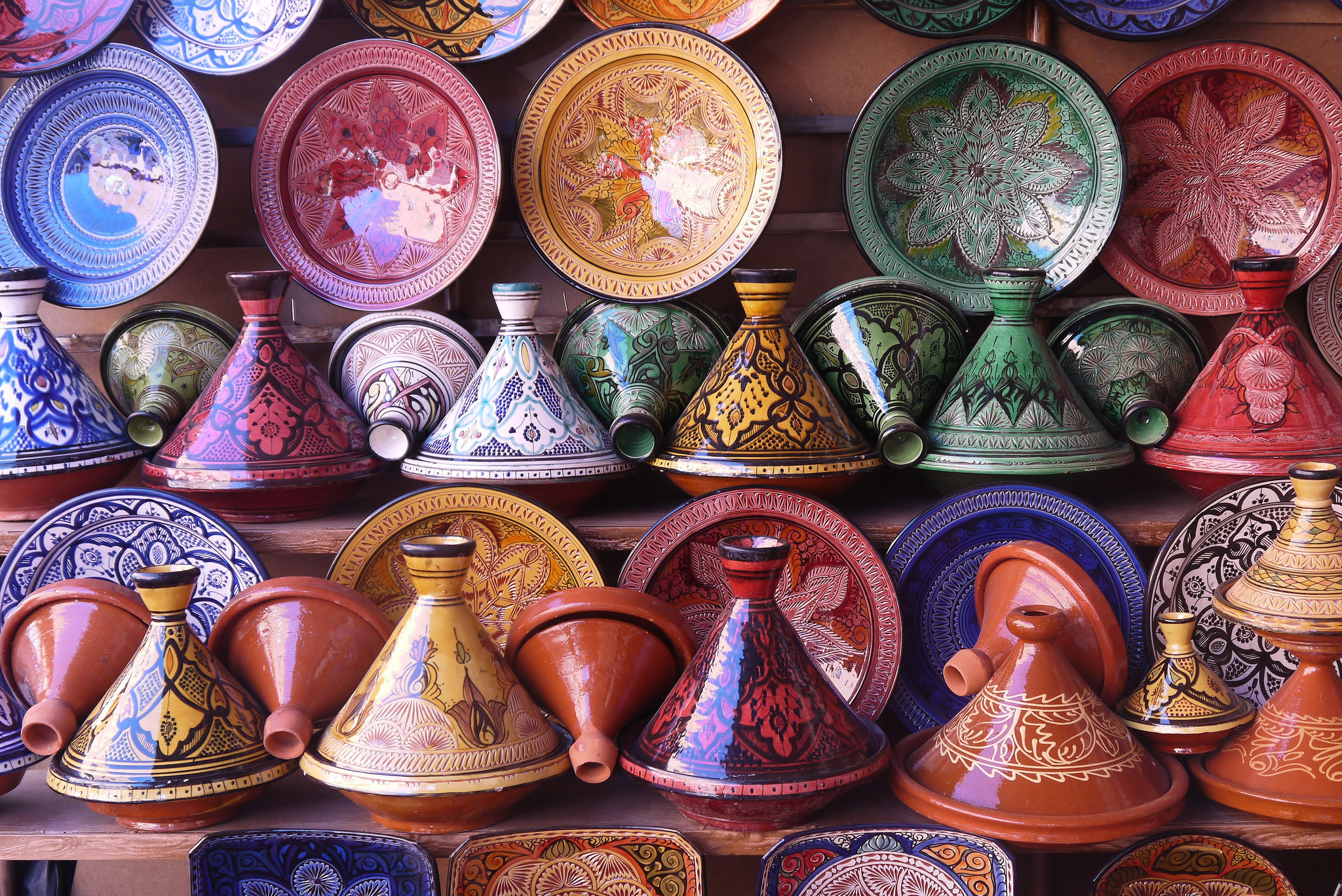
سفالگری شکلی از فرهنگ مادی است که به راحتی قابل تشخیص است زیرا معمولاً به عنوان مصنوعات باستان‌شناسی یافت می‌شود و نمایانگر فرهنگ‌های گذشته است.

فرهنگ مادّی دست‌ساخته‌ها و بوم‌ساخته‌هایی، مانند اشیاء و معماری، و شامل بقایای مادی از یک جامعهٔ کهن است. باستان‌شناسان و انسان‌شناسان از فرهنگ مادی برای شناخت رفتارها، هنجارها، و آیین‌های مردمان باستانی بهره می‌برند.
این رشته یک گرایش میان رشته‌ای است که از نظریات رشته‌های تاریخ هنر، باستان‌شناسی، انسان‌شناسی، تاریخ، مرمت، فولکلور، نقد ادبی و دیگر رشته‌ها منشعب می‌شود.